# E-Artsup
E-Artsup es una escuela de diseño digital y multimedia de Francia. Está emplazada en París, en la región parisiense, Burdeos, Lyon, Nantes, Montpellier y Toulouse. Es miembro de IONIS Education Group. Forma principalmente especialistas en diseño digital y multimedia destinados principalmente para el empleo en las empresas.

## Historia
La Escuela fue fundada en 2001 por IONIS Education Group.